# Dominikus Bönsch
Dominikus Bönsch (* 10. Juni 1969 in Kempten (Allgäu)) ist ein deutscher Mediziner. Bönsch ist seit 2011 Chefarzt und Ärztlicher Direktor des Bezirkskrankenhauses Lohr und seit 2015 außerplanmäßiger Professor für Psychiatrie und Psychotherapie an der Universität Würzburg.

## Werdegang
Bönsch schloss 1988 das Allgäu-Gymnasium Kempten mit dem Abitur ab. Seinen Wehrdienst leistete er von 1988 bis 1989 in der Luftwaffe ab. Danach studierte er ein Semester Informatik an der Universität Ulm, änderte 1990 sein Studienfach in Humanmedizin und seinen Studienort in Würzburg, wo er von 1992 bis 1994 als studentische Hilfskraft in Physiologischer Chemie promovierte, bis 1996 seinen Abschluss in Medizin und von 1996 bis 1997 ein Praktikum in der Neurologie machte. Nach Ende seiner Facharztausbildung in Neurologie 2004 an der Universität Jena und Tätigkeit als an der Universitätsklinik Erlangen in der dortigen Psychiatrie mit Facharztausbildung für Psychiatrie und Psychotherapie bis 2006, wirkte er dort bis 2007 als Oberarzt und wechselte dann bis 2008 als Leitender Oberarzt ans Klinikum Essen-Mitte. Von 2008 bis 2011 war Bönsch als Chefarzt und stellvertretender Leiter am Psychiatrischen Krankenhaus des Landesvereines für Innere Mission in Schleswig-Holstein in Rickling tätig. 2011 begann er seine Tätigkeit als Ärztlicher Direktor am Lohrer Bezirkskrankenhaus. Bönsch ist auch Chef des Zentrums für seelische Gesundheit in Würzburg. 2015 wurde Bönsch zum außerplanmäßigen Professor für Psychiatrie und Psychotherapie an der Universität Würzburg berufen. Er ist daneben Mentor an der Universität Würzburg.

## Privates
Aus seiner Ehe mit seiner aus Ebrach stammenden Frau gingen zwei Töchter hervor. Bönsch war CSU-Kandidat für den Stadtrat in Lohr bei den Kommunalwahlen in Bayern 2020.